# Chiave portavoce

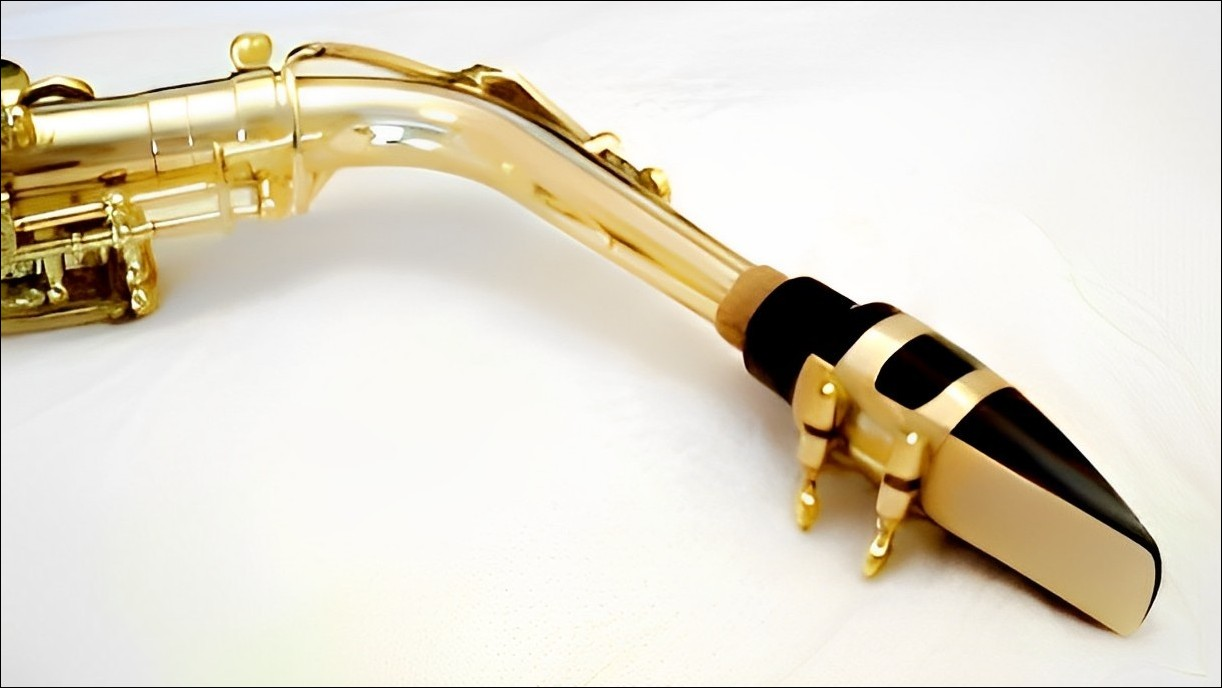
Imboccatura di un sassofono: la chiave superiore apre e chiude il foro portavoce

Il foro portavoce è un foro realizzato vicino all'imboccatura di alcuni strumenti a fiato (aerofoni) appartenenti alla famiglia dei legni.
Aprendo o chiudendo questo foro (cosa che è spesso ottenuta tramite l'azionamento di una chiave portavoce) si modifica il modo di vibrazione della colonna d'aria contenuta nello strumento, passando ad un'onda con frequenza multipla e quindi ad un suono più acuto, analogamente a quello che succede quando si producono gli armonici naturali sfiorando le corde della chitarra o degli strumenti ad arco.
La corretta progettazione del foro portavoce e la presenza di più fori in posizioni diverse permette di ottenere suoni intonati e limpidi anche nel registro acuto. A seconda dello strumento, possono essere presenti più fori portavoce da aprire in diverse combinazioni. L'automazione dei comandi delle chiavi relative permette di aprire per ogni nota il foro portavoce più opportuno in maniera automatica, con la pressione di un unico tasto.
Tra gli strumenti più diffusi, i sassofoni e i clarinetti sono dotati di più portavoce azionati da chiavi; il flauto dolce ha un unico foro portavoce, chiuso dallo strumentista col pollice; il flauto traverso Böhm è privo di un portavoce in senso stretto, perché per cambiare ottava in questo strumento è sufficiente spostare leggermente la direzione dell'aria verso il basso e aumentarne la pressione, ma possiede una chiave azionata dal pollice sinistro che, anche se impropriamente, per similarità con altri strumenti, può essere detta portavoce.